# ميخائيل أندرسون (لاعب كريكت بريطاني)
ميخائيل أندرسون (23 أبريل 1960 في المملكة المتحدة - ) (بالإنجليزية: Michael Anderson)‏ هو لاعب كريكت بريطاني. لعب مع Northumberland County Cricket Club ‏.